# Ivana Smiljanić
Ivana Smiljanić (Beograd, 3. april 1980) srpska je vizuelna i performans umetnica. U svom radu, polazeći od ličnog iskustva, koristeći različite umetničke medije, tematizuje položaj žena u patrijarhalnom društvu, stavljajući u fokus nasilje prema ženama, u partnerskim odnosima, u zdravstvenim institucijama, u vezi sa reproduktivnim pravima; zatim pitanja odnosa umetnosti i intimnosti, umetnosti i institucionalnog nasilja, te društveni položaj umetnica, uključujući i solidarne prakse.
Kontinuiranim preispitivanjem uloge umetnice u različitim društvenim kontekstima, kroz telo kao medij, u radu Ivane Smiljanić prelamaju se odnosi moći, ukazuje se na nevidljivost i ranjivost žena u različitim strukturama društva i daje se legitimitet najrazličitijim ženskim iskustvima.

## Biografija
Ivana Smiljanić je diplomirala 2005. godine na Slikarskom odseku Fakulteta likovnih umetnosti u Beogradu, u klasi prof. Dragana V. Jovanovića, a 2009. godine magistrirala je na istom fakultetu. Kao stipendistkinja KulturKontakt-a iz Beča, usavršavala se u Salcburgu na Letnjoj akademiji likovnih umetnosti 2000. godine u video klasi Elen Kantor i 2002. u video/performans klasi Ulrike Rozenbah. Boravila je u International Studios & Curatorial Program u Njujorku, kao dobitnica nagrade “Dimitrije Bašičević Mangelos”. Predstavljala je Srbiju na izboru za Henkel Art Award. Dobitnica je Nagrade Kolarčeve zadužbine za najbolju izložbu u sezoni 2020/21. godine i Nagrade Udruženja likovnih umetnika Srbije za najbolji rad na 85. Jesenjoj izložbi. Njeni radovi su deo Kolekcije Telenor (Yettel) i Kolekcije Oktobarskog salona Kulturnog centra Beograda. Ima Status samostalne umetnice od 2010. godine, od kada je članica Udruženja likovnih umetnika Srbije, sekcija Proširenih medija.
Samostalno je izlagala i izvodila performanse u Beogradu, Novom Sadu, Pančevu, Smederevu, Vranju, Prijepolju, Zagrebu, Osijeku, Puli, Ljubljani, Celju, Bratislavi, Briselu, Bergenu, Jašiju i Njujorku. Učesnica je svih velikih umetničkih manifestacija u Srbiji i preko sedamdeset grupnih izložbi u Evropi i Americi.
U Centru za ženske studije u Beogradu završila je jednogodišnji program 2013. godine, kao i program Centra za kvir studije na Institutu za filozofiju i društvenu teoriju. Saradnica je Festivala BeFem od 2011. godine kao učesnica, urednica programa vizuelnih umetnosti i panelistkinja. Članica je Upravnog odbora Autonomnog ženskog centra u Beogradu od 2019. godine.

## Umetnički radovi
„Ja sve upropastim / I spoil everything" je video rad (trajanje: 2:16) nastao u produkciji Festivala Belef u Beogradu, 2004. godine. Rad se bavi fiziološkim procesima ženskog tela i internalizovanom mizoginijom. Osnovnu sliku u ovom radu čini fotografija čistog, neupotrebljenog tampona. Preko nje, u vidu preklapanja, pojavljuje se fotografija iskorišćenog tampona, koja je uslovljena jačinom tona (što je ton glasniji – crveni tampon „jače“ pokriva beli). Ton čini glas same umetnice koja u nedogled izgovara rečenicu: „Ja sve upropastim“, postepeno pojačavajući jačinu i boju glasa. Rad traje do fizičkog iscrpljenja glasa. 
„Igram igram igram" je serija plesnih performansa u kojima je, uvek u drugačijem kontekstu, Ivana Smiljanić od 2007. godine igrala uz muziku po izboru drugih. Teme kojima se bavila proizlazile su iz njenog odnosa prema osobama koje su u radu učestvovale svojim muzičkim predlozima, njihovim profesijama, funkcijama koje obavljaju, društvenoj grupi kojoj pripadaju ili nekoj drugoj osobenosti, koja je za umetnicu bila važna. U prvom izvođenju u Centru za kulturnu dekontaminaciju u Beogradu 2007. godine Ivana Smiljanić je preplitala svoje tri ključne umetničke prakse, ples, performans i vizuelnu umetnost. Igrajući na muziku koju su birali akteri scene savremene umetnosti, ona je pokušavala da dekodira zamršeni sistem savremene umetnosti i sopstvenu poziciju u njemu.  Izvođenjem u Galeriji Močvara u Zagrebu 2012, umetnica je slavila život, ravnopravno i odgovorno partnerstvo, igrajući bez pauze uz muziku po izboru žena koje su iskusile nasilje u partnerskom odnosu i uspele da iz njega izađu.
| „ | U prvim izvođenjima ovog performansa umetnica, koristeći ples kao umetničku strategiju, ocrtava određeni umetnički kontekst kao mrežu odnosa – umetnika, kritičara i publike – uz čiji izbor muzike igra. Time, istovremeno, sebe pozicionira unutar te mreže. Zanimljiv je, međutim, prelaz koji se dešava u kasnijim izvođenjima kada počinje da pravi nove mreže odnosa: sa ženama koje pripadaju manjinskim grupama, kao što su Romkinje; zatim, sa ženama u problematičnim partnerskim vezama ili ženama sa insulinskom rezistencijom. Kroz kontakte, razgovore, dogovore i njihov izbor pesama uvodi ih u umetnički registar, u javni prostor u kojem njihov izbor postaje „vidljiv”, a njihova participacija sastavni deo umetničkog delovanja. Telo umetnice postaje medij pomoću kojeg mapira traumatične tačke na socijalnom telu. | ” |

Maja Stanković, U domaćinstvu, u umetnosti, i još koječemu… 
Performans „Igram igram igram" realizovan je u Centru za kulturnu dekontaminaciju (dva puta) i Galeriji Kontekst u Beogradu, Galeriji Narodnog muzeja u Vranju, Galeriji savremene umetnosti u Pančevu, BIT Teatergarasjen-u u Bergenu, Centru za savremenu umetnost La Centrale Electrique u Briselu, Galeriji VN i Galeriji Močvara u Zagrebu, Muzeju suvremene umjetnosti Istre, u Staroj tiskari u Puli, Galeriji ISCP u Njujorku, Mestnoj galeriji u Ljubljani i Nacionalnoj galeriji u Bratislavi. 
„Zapamtićeš ti mene" je serija instalacija kojom autorka od 2011 godine, koristeći suptilne crteže, štampu na transparentnim folijama, zvuk i svoje intimne beleške, želi da učini vidljivim ono što nam najčešće izmiče, jer ne ostavlja fizičke tragove: svu silinu psihološkog nasilja u partnerskim odnosima. Vizuelno, rad čini kompozicija crteža (na staklu, zidu, akrilnim pločama) sa ženskim figurama u pokretu, „iskrojenim” iz foto-dokumentacije plesnih performansa „Igram igram igram". Figure su pažljivo odabrane, tako da ne upućuju na plesne pokrete i raspoređene su tako da nije jasno da li se brane, napadaju, poveravaju jedne drugima, igraju zajedno ili svaka za sebe.
Ovom serijom radova umetnica u polje umetnosti uvodi diskurs feminističkih grupa čija je dominantna tema nasilje prema ženama, sa ciljem osnaživanja žena koje su prošle slično iskustvo. Tokom trajanja izložbi, Ivana Smiljanić organizuje različite govorne programe u saradnji sa lokalnim ženskim grupama, ostvarujući sinergiju aktivizma i umetnosti. Deceniju kasnije, ova tema postaje mnogo zastupljenija u medijima i javnosti  kroz pokrete i aktivističke kampanje „Nisam prijavila", „Nisi sama", „Me too". Instalacija je prvi put realizovana 2011. u Galeriji „Prozori”, u Zagrebu, pod nazivom „To je prava Ivana Smiljanić”. Instalacija je izvedena 2012. godine u Centru za savremenu umjetnost, u Perjaničkom domu u Podgorici. Izložba se zvala „Nevidljiva” . Prikazana je i u okviru 54. Oktobarskog salona „Niko ne pripada tu više nego ti“, 2013. godine. Deo je Kolekcije Oktobarskog salona.
„Uređivanje (u domaćinstvu i umetnosti)" čine fotografije koje nastaju od 2008. godine na kojima su kompozicije opranog veša iz dugogodišnje prakse umetnice prostiranja veša „po kućama". Kompozicije su pažljivo i znalački ređane, umetnica je u njih utkala sva znanja stečena na osnovnim i magistarskim studijama, poštujući likovne kanone, tonske skale i valere, o čemu je ostavila diskretni vodič za gledalačko oko: tonski ključ na obodu svake zabeležene kompozicije.
| „ | Ova praksa je pokušaj adekvatnog odgovora na republičku kulturnu politiku po kojoj je umetnost nepotrebno opterećenje za državnu kasu. Pažljivom analizom raspodele sredstava koja se u poslednjih desetak godina dodeljuju u ovoj oblasti, jasno je da se pod umetnošću podrazumeva tzv. povratak starim vrednostima i očuvanje tradicije, a slušajući izjave visokih državnih zvaničnika, ispostavlja se da je uloga umetnika da krase domove osiromašenog stanovništva, a umetnice među njima imaju preče dužnosti: da se okrenu porodici i vođenju domaćinstva, sa armijom drugih žena, čijom su emancipacijom ozbiljno ugroženi napedak i brojnost nacije. | ” |

Ivana Smiljanić, umetnički stejtment iz kataloga izložbe „Performans, performativnost, dokument”, Galerija SULUV, Novi Sad, 2018
Performans „Dnevna rutina: najmanje šest kilometara za sat vremena" prvi put je izveden 2019. godine na festivalu Duckling, Centra za sodobne umetnosti Celje, u Galeriji Račka, 2019, zatim u Centru za kulturnu dekontaminaciju u Beogradu, kao deo samostalne izložbe “U domaćinstvu i umetnosti” iste godine. U ovom jednočasovnom performansu, Ivana Smiljanić nam izmedju ostalog priča koja je veza izmedju insulinske rezistencije i steriliteta, kako izgleda leto bez sladoleda i lubenice, kako hormonska stimulacija utiče na svakodnevicu, ko stigmatizuje bolje: stranci ili najbliži, kako je jalova umetnica zatrudnela i kako sve pomenuto utiče na emotivni, seksualni, društveni i profesionalni život. U napornom, dosadnom i povremeno duhovitom i nežnom performansu Smiljanić neprestano priča, istovremeno hodajući brzim tempom, znoji se i, kako vreme odmiče, bori se za dah.
| „ | […] Smiljanić otvara pitanja odnosa umetnosti i života, očekivane uloge žene od strane države i društva, uloge umetnice od strane kulturne politike, uloge majke i načina da se majkom postane, kao i pitanje isključenosti iz javnosti važnih pitanja kao što su izazovi sa kojima se susreću žene koje prolaze procese asistiranih pokušaja začeća, odnosa sa najbližima, šta je to šta „priliči“ da bude izrečeno u javnosti, koje su granice osetljivosti, ranjivosti, solidarnosti i ljubavi. | ” |

Dejan Vasić u katalogu „Umetnost, kritika, politika - likovni program CZKD 2019“ 
Video-rad „Anthurium andreanum" iz 2020. godine prikazuje umetnicu kako pravi buket od omiljenog cveća svoje pokojne drugarice i čujemo kako čita odlomke iz drugaričinog dnevnika, izgovarajući rečenice kao što su: „Ne plašim se da umrem", „Nemoj da pričaš o tome, ti nećeš umreti", „Mrzim bol"... Koristeći jednostavan jezik, gestove i zvuke didžeridua, Ivana govori o važnim i teškim temama ali, iznad svega, o prijateljstvu, empatiji i ljubavi. Rad je prvi put prikazan na samostalnoj izložbi „Portal MMXX: Oda Mimi Orlović”, u Likovnoj galeriji Kolarčeve zadužbine, 2020. godine.
„Neću u fioku" je video-rad iz 2021. godine koji je nastao na poziv Feminističkog kulturnog centra Befem i Autonomnog ženskog centra za kampanju „Ravnopravnost iz fioke: za politike nenasilja!“. Glasove ovom video-radu su dale žene koje su se javile na javni poziv i predstavljaju autentične iskaze koji skreću pažnju na diskrimintorne politike, odsustvo delanja institucija i nebrigu države koje omogućavaju nasilje u svim oblicima. Rad je vid protesta i podsećanje na neumoran rad ženskih organizacija da se ratifikuje Istanbulska konvencija.
| „ | I kada govorim o svojim ličnim iskustvima, a sigurno je da su mnoge žene doživele slične situacije kao ja, meni je, recimo, umetnost pomogla, jer su ta iskustva nekako kontra-produktivna, žene zbog njih ostavljaju svoje zaposlenje, povlače se u sebe, a ja kroz svoj (umetnički) rad uspevam da artikulišem sopstvene probleme, pretvaram taj anti-rad u rad. | ” |

Ivana Smiljanić, Igram u slavu i u znak divljenja tim ženama, o kojima nikad ne čujemo u vestima, a zaslužuju svu podršku i ljubav sveta, intervju 

2023  
- “Nećemo u fioku!”, kustos Dejan Vasić, Galerija ULUS, Beograd

2020  
- "Portal MMXX, Oda Mimi Orlović", Galerija Kolarčeve zadužbine, Beograd

2019  
- "U domaćinstvu i umetnosti", kustos Dejan Vasić, Centar za kulturnu dekontaminaciju, Beograd
- "Dnevna rutina: najmanje šest kilometara za sat vremena", performans, The Politics of Resistance - The Duckling Festival 2019, kustoskinja Maja Hodošček, Galerija Račka, Centar sodobne umetnosti, Celje, Slovenija

2017  
- "Uređivanje (u domaćinstvu i umetnosti)", performans in citu, "micro-NARATIVES", lokalno domaćinstvo, Jaši, Rumunija

2016  
- "Oče naš / Majko naša", performans sa Tomislavom Pavelićem, 25. slavonski bijenale - Granice vidljivosti, Muzej likovnih umjetnosti, Osijek, Hrvatska

2015  
- "Dva sata govora", performans, 15. Festival performansa, selekcija Tomislav Pavelić, Osijek, Hrvatska

2014  
- "Nevidljiva”, kustoskinja Ljiljana Karadžić, Perjanički dom, CSU Crne Gore, Podgorica

2012  
- “Igram igram igram”, Galerija Močvara, Zagreb
- “Ženske priče”, Galerija Dr Vinko Perčić, Subotica
- “Mračna soba”, Šok galerija i Art Klinika, Novi Sad
- “Zapamtićeš ti mene”, Galerija savremene umetnosti Smederevo

2011   
- “Zapamtićeš ti mene”, Galerija NOVA, Beograd
- “To je prava Ivana Smiljanić”, Galerija Prozori, Zagreb
- “Igram igram igram”, Festival Borina nedelja, Galerija Narodnog muzeja, Vranje

2010   
- “Igram igram igram (I'll Keep My Reputation)”, Galerija VN, Zagreb

2009   
- “A Dense Dance” sa Andrašom Čefalvajem, Galerija ISCP, Njujork
- “Igram igram igram”, magistarska izložba, Galerija savremene umetnosti, Pančevo

2008   
- “Šta sam ja tvoje”, Galerija Remont, Beograd

2007  
- “Igram igram igram”, trodnevni plesni performans, Centar za kulturnu dekontaminaciju, Beograd

2003   
- “Veliki prasak”, sa Danom Cojbuc, Galerija SKC, Beograd

2001  
- “1+1+1+1=1”, plesni performans sa Hermom Wittstock, Neomi Martinez Chico i Katherinom Katsifaraki, Musej “25. maj”, Beograd
- “Jedan sat govora”, “Permanentna događanja”, Galerija SKC, Beograd [16]

## Izbor iz grupnih izložbi / video projekcija
2023  
- "Evergreen: the Fusion of Artistic Resistance and Innovation", Srpski kulturni centar "Ivo Andrić", Chaoyang District, Peking, Kina
- "Radna žena", kustosi Dejan Vasić, Ana Miljanić, Centar za kulturnu dekontaminaciju, Beograd

2021   
- "Voice, Body, Language and Someone", video projekat, kustoskinja Zorica Čolić, Harvestworks Art and Technology House, Governors Island, Njujork

2018   
- "Performans, performativnost i dokument", kustos Dejan Vasić, Galerija SULUV, Novi Sad
- "Reunion On the Grass - Sharing What Can't Be Solved", c. Bojana Stamenković, das weisse haus, Beč

2016   
- “Umetnost je važna. Ali nije dovoljna”, kustoskinja Mirjana Dragosavljević, Centru za sodobnu umetnost, Celje, Slovenija
- “15 godina Nagrade „Dimitrije Bašičević Mangelos“, Galerija-legat Milice Zorić i Rodoljuba Čolakovića, MSU, Beograd

2015   
- “Beograd - Montreal”, kustos Miroslav Karić, Galerija B-312, Montreal, Kanada

2013   
- 54. Oktobarski Salon “Niko ne pripada tu više nego ti”, kustoski kolektiv Red Min(e)d, Zepter Expo, Beograd
- “7 Ways to Overcome the Closed Circuit”, kustoskinje Stefanie Böttcher i Una Popović, Künstlerhaus Bremen, Nemačka

2012   
- "Preslišavanje 9" sa Vladimirom Nikolićem i Miodragom Krkobabićem, kustosi Saša Janjić, Miroslav Karić i Slobodan Jovanović, Galerija Remont, Beograd
- “Odbrana”, Kulturni centar REX, Beograd

2011  
- "ironapplause.net", kustoskinje Tijana Stepanović i Lucia Gavulova, Slovačka nacionalna galerija, Bratislava
- “255 804 km2”, kustoskinja Alenka Gregorič, Hilger BrotKunsthalle, Beč
- “Između kada i ako”, kustoskinja Radmila Joksimović, Muzej savremene umetnosti Vojvodine, Novi Sad

2010  
- “Peep Show”, kustoskinja Maja Ćirić, Artbus @ Art Basel Miami Beach, Majami, SAD
- “Local Line 3”, kustos Lóránd Hegyi, Musée d'Art Moderne, Saint-Etienne, Francuska
- “Real Presences”, kustoskinje Biljana Tomić i Dobrila Denegri, Kulturni centar REX, Beograd
- “255.804 km²”, kustoskinja Alenka Gregorič, Mestna galerija, Gradski muzej, Ljubljana
- “Central Europe Revisited III”, kustos Lóránd Hegyi, Schloss Esterházy, Eisenstadt, Austrija

2009  
- “Dear Countrymen and Women”, kustoskinja Jovana Stokić, Galerija MC, Njujork
- “Remont u Puli”, Muzaj suvremene umjetnosti Istre, Stara tiskara, Pula, Hrvatska
- Nagrada “Dimitrije Bašičević Mangelos” (The Young Visual Artist Award u Srbiji), izložba finalista, Kontekst galerija, Beograd - dobitnica nagrade

2008  
- “Ponovna poseta Beogradu / Revisiting Belgrade”, Hotel Kasina, Beograd
- 49. Oktobarski salon „Umetnik-građanin / Umetnica-građanka”, k. Bojana Pejić, Muzej “25. maj”, Beograd
- “No borders (Just N.E.W.S.)”, Espacio Grupo Forja i El Museu de la Festa, Valencia, Španija; Centar za savremenu umetnost, Solun; Centar za savremenu umetnost La Centrale electrique, Brisel

2007   
- "Belgrade bogie", zvanična kulturna poseta Grada Beograda Bergenu, BIT Teatergarasjen, Bergen, Norveška
- “Offbeat: Pogledaj i vidi nasilje prema ženama”, k. Maja Ćirić, Galerija SKC, Beograd
- “Best Regards from the Blind Spot”, kustoskinja Jovana Stokić, Centro Cultural Montehermoso Kulturanea, Vitoria, Španija

2006   
- "Art Sessions", ViennAfair@Kunsthalle Wien Project Space Karlsplatz, Beč

2005   
- “Stories from the Neighborhood”, kustoskinja Jelena Vesić, Rael Artel Gallery: Non-Profit Project Space, Pärnu, Estonia

2004  
- “Flu-ID”, Galerija Miroslav Kraljević, Zagreb
- “Codes and Identities. The Violence of the Image / The Image of Violence”, bijenale mladih umetnika, Bukurešt
- "Belef 04, Artikuliranje", Beogradski letnji festival
- “Još uvek bez naziva”, Jugoslovenski bijenale mladih, Vršac

2002   
- “Flu-ID II”, Galerija Doma omladine, Beograd
- “Bound/less Borders”, prvi kružni balkanski projekat na otvorenom 2002/2003, s. Biljana Tomić

2001   
- “Real Presence 01”, susret evropskih umetničkih akademija, Muzej “25. maj”, Beograd

1999   
- Međunarodni video samit "Video Medeja", Novi Sad [16]

## Nagrade
2022 - Nagrada Udruženja likovnih umetnika Srbije za najbolji rad na 85. jesenjoj izložbi 
2021 - Nagrada Kolarčeve zadužbine za najbolju izložbu u sezoni 2020/21 
2011 - Henkel Art Award za Srbiju 
2009 - Nagrada “Dimitrije Bašičević Mangelos”, mreža Young Visual Artists Awards 

## Izbor literature o radu Ivane Smiljanić
- Boettcher, Stefanie, Popović, Una (ur.), Ways to Overcome, Belgrade: Museum of Contemporary Art, 2015. [31]
- Dragosavljević, Mirjana (ur.) Umetnost je važna, ali nije dovoljna, Beograd: Brina, 2019. [32]
- Oktobarski salon, Niko ne pripada tu više nego ti, Beograd: Kulturni centar Beograda, 2013. [24]
- Janson, Horst Valdemar, Janson, Entoni F; Šuvaković, Miško, Istorija umetnosti, dopunjeno izd. Novi Sad: Prometej, 2005. [33]
- Smiljanic, Ivana, Die Salzburg-Erfahrung u Wally, Barbara (ur.), Die 5. Dekade / Internationale Sommerakademie für Bildende Kunst in Salzburg 1993 - 2003, Salzburg: Internat. Sommerakad. für Bildende Kunst, 2004.  [34]
- Stanković, Maja, Fluidni kontekst: kontekstualne prakse u savremenoj umetnosti, Beograd: Fakultet za medije i komunikacije, 2015. [35]
- Smiljanić, Ivana, Ivana Smiljanić u Denegri, Dobrila, Tomić, Biljana, Krstić, Isidora (ur.), Real Presence 2001-2010, Beograd: nKA / Ica - Indipendent Cultural Association, 2019.

## Spoljašnje veze
Ivana Smiljanić
SEEcult.org VOĐENJE: Ivana Smiljanić – Nećemo u fioku!
I DANCE DANCE DANCE